# ZIF

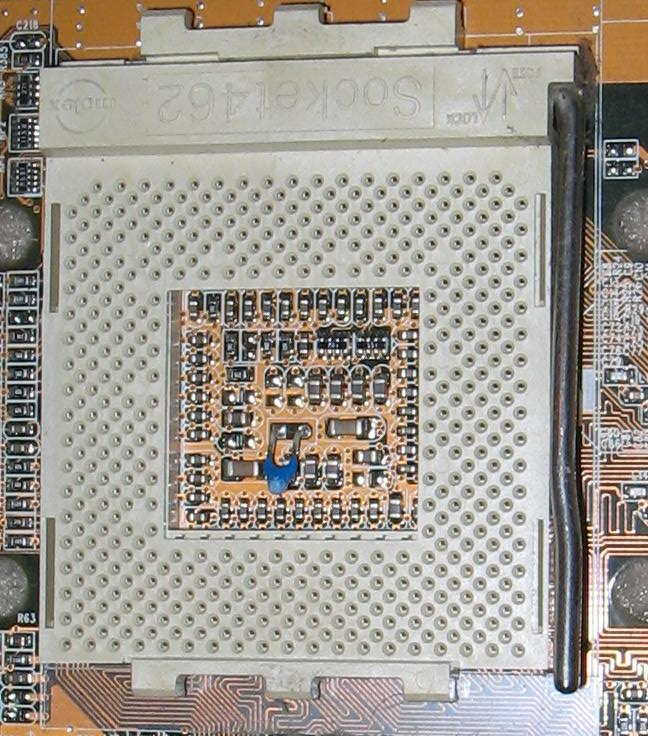
Socket 462 (Socket A) — пример ZIF-сокета для компьютерных центральных процессоров фирмы AMD.

ZIF (от англ. Zero Insertion Force — нулевое усилие вставки) — разновидность процессорных и иных разъёмов, снабжённая подвижной планкой, управляемой рычагом и позволяющей устанавливать микросхемы с множеством контактов без прикладывания усилий.

## Назначение
Разъёмы ZIF используются в тех случаях, когда есть риск повредить соединяемые элементы из-за чрезмерных усилий при вставлении детали в разъём. К примеру, при вставлении в не-ZIF гнездо многоконтактных микросхем центральных процессоров к ним прикладывается сила в несколько ньютонов, и при неточном позиционировании ножки такого процессора будут повреждены.
Большие разъёмы типа ZIF в середине 1990-х стали использоваться в качестве процессорных сокетов (разъёмов для установки сменных процессоров на материнские платы).
Маленькие разъёмы ZIF используются для временного подключения микросхем к программаторам, устройствам тестирования и подобным.

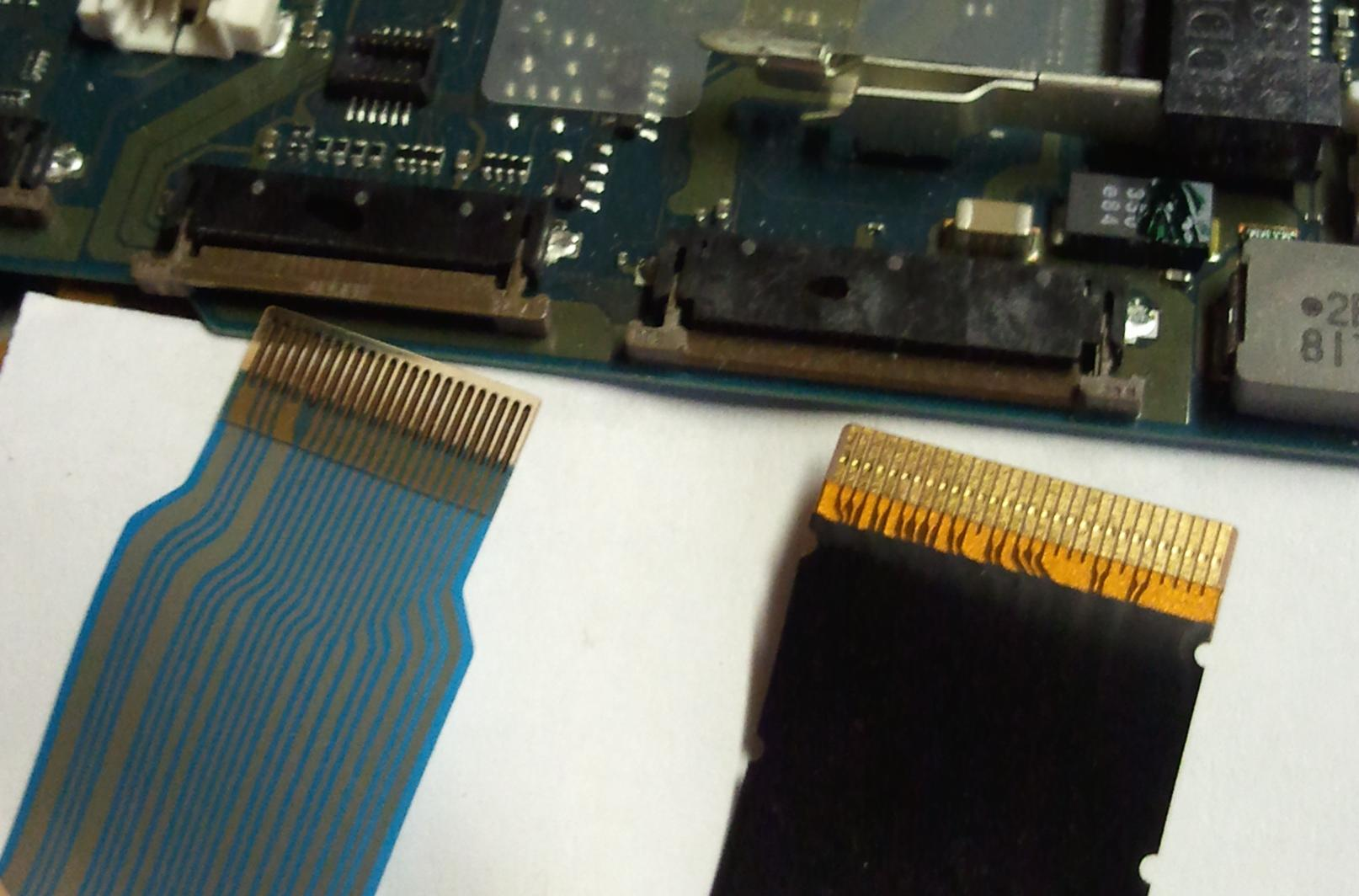
Два компактных ZIF-разъёма для шлейфов.

ZIF-разъёмы также применяются в бытовой электронике для подключения компактных шлейфов (например, Flexible flat cable). Иногда ZIF-разъем имеют периферийные устройства, такие как сверхкомпактные НЖМД и SSD (формат 1,8 дюйма). ZIF-разъемами оснащаются программаторы и иные тестирующие устройства для микросхем в DIP корпусах.

## Конструкция

### Разъём ZIF для микросхем
ZIF-разъём состоит из неподвижного основания с закрепленными в нём контактами и подвижной планки, размещённой параллельно основанию на направляющих. Контакты микросхемы проходят сначала через отверстия в планке, а затем через отверстия в основании. Основание снабжено специальным механизмом, управляемым рычагом и позволяющим двигать планку на небольшое расстояние (порядка миллиметра). В запертом разъёме рычаг параллелен плоскости разъема и для фиксации может быть зацеплен за специальный выступ на боковой стенке основания. При этом планка сдвинута так, что прижимает боковые поверхности контактов микросхемы к контактам в основании разъёма. При повороте рычага от плоскости разъёма механизм сдвигает планку в сторону, в результате она уже не прижимает контакты микросхемы и последняя может быть легко извлечена. Диаметры отверстий и контактов выбраны так, что в незапертом разъёме контакты микросхемы свободно входят в разъём, что позволяет многократно заменять микросхемы с сотнями контактов без риска их повреждения.
При смене разъёма массово выпускаемых процессоров с применяемого ранее штырькового (PGA, например, Socket 478) на подпружинивающую конструкцию (LGA, например, Socket 775) концепция разъёма изменилась — выводы перенесены с корпуса процессора на сам разъём, находящийся на материнской плате (на корпусе процессора осталась только матрица контактных площадок), но с точки зрения механизма не претерпела сколь-нибудь принципиальных изменений.